# Pyroderces brosi
Pyroderces brosi ist ein Schmetterling (Nachtfalter) aus der Familie der Prachtfalter (Cosmopterigidae).

## Merkmale
Die Falter haben eine Flügelspannweite von 13 Millimeter. Der Kopf ist weiß und an den Seiten gelblich braun. Die Fühler sind ockergrau und haben eine weiße Linie, die von der Basis bis zu einem Fünftel der Fühlerlänge reicht. Der Thorax ist gelblich braun. Die Tegulae sind gelblich braun und innen weiß gesäumt. Die Vorderflügel sind gelblich weiß und fahl gelblich braun durchmischt. An der Flügelbasis befindet sich in der Analfalte ein kurzer weißer Strich. Die Basalregion ist bis zu 1/4 der Vorderflügellänge gelblich braun und am Flügelinnenrand fahler. Sie ist von einer schräg nach außen verlaufenden, sehr undeutlichen Binde begrenzt. Oberhalb der Analfalte verläuft ein gelblich brauner Strich von 1/3 bis 2/3 der Vorderflügellänge. Er weitet sich apikal und wird dunkler. Ein schmaler, gelblich brauner Strich befindet sich am Flügelinnenrand am Apex. Die Fransenschuppen sind am Apex ockerfarben und am Flügelinnenrand gelblich weiß. Die Hinterflügel sind grau.
Die Genitalarmatur der Männchen ähnelt der von Pyroderces argyrogrammos und Pyroderces caesaris, unterscheidet sich aber durch das ziemlich kurze, kräftige und parallelwandige rechte Brachium und die leicht gekrümmte Manica. Von P. argyrogrammos kann man P. brosi anhand des gekrümmten linken Brachiums unterscheiden und von P. caesaris durch die kurzen und spatelförmigen Valven.
Die Genitalarmatur der Weibchen ist unbekannt.

## Verbreitung
Pyroderces brosi ist bisher nur in Italien gefunden worden.

## Biologie
Über die Biologie der Art ist bisher nichts bekannt. Der Holotypus wurde im ersten Junidrittel gefangen.

## Belege
1. 1 2 3  J. C. Koster, S. Yu. Sinev: Momphidae, Batrachedridae, Stathmopodidae, Agonoxenidae, Cosmopterigidae, Chrysopeleiidae. In: P. Huemer, O. Karsholt, L. Lyneborg (Hrsg.): Microlepidoptera of Europe. 1. Auflage. Band 5. Apollo Books, Stenstrup 2003, ISBN 87-88757-66-8, S. 126 (englisch).
2. ↑  Pyroderces brosi bei Fauna Europaea. Abgerufen am 20. Januar 2012